# Songs from the Road
Songs from the Road — концертный альбом канадского певца Леонарда Коэна, изданный 14 сентября 2010 года. Включает 12 песен, записанных во время мирового тура Коэна в период с 2008 по 2009 год. Получил статус «золотого» в Венгрии и Польше.

## Список композиций
| #   | Название                | Продолжительность | Из альбома                    | Дата и место записи                        |
| --- | ----------------------- | ----------------- | ----------------------------- | ------------------------------------------ |
| 1.  | Lover, Lover, Lover     | 7:42              | New Skin for the Old Ceremony | 24 сентября 2009 года, Тель-Авив, Израиль  |
| 2.  | Bird on the Wire        | 6:07              | Songs from a Room             | 6 ноября 2008 года, Глазго, Шотландия      |
| 3.  | Chelsea Hotel #2        | 3:30              | New Skin for the Old Ceremony | 17 ноября 2008 года, Лондон, Англия        |
| 4.  | Heart With No Companion | 5:05              | Various Positions             | 2 ноября 2008 года, Оберхаузен, Германия   |
| 5.  | That Don’t Make It Junk | 4:21              | Ten New Songs                 | 13 ноября 2008 года, Лондон, Англия        |
| 6.  | Waiting For The Miracle | 7:59              | The Future                    | 13 ноября 2009 года, Сан-Хосе, США         |
| 7.  | Avalanche               | 4:16              | Songs of Love and Hate        | 12 октября 2008 года, Гётеборг, Швеция     |
| 8.  | Suzanne                 | 3:40              | Songs of Leonard Cohen        | 30 ноября 2008 года, Манчестер, Англия     |
| 9.  | The Partisan            | 5:17              | Songs From a Room             | 10 октября 2008 года, Хельсинки, Финляндия |
| 10. | Famous Blue Raincoat    | 5:22              | Songs of Love and Hate        | 13 ноября 2008 года, Лондон, Англия        |
| 11. | Hallelujah              | 7:30              | Various Positions             | 17 апреля 2009 года, Индио, США            |
| 12. | Closing Time            | 6:05              | The Future                    | 24 мая 2009 года, Лондон, Канада           |